# Kaworu Watashiya
Kaworu Watashiya (私屋カヲル, Watashiya Kaworu, Tokio, 3 januari 1972) is een Japans mangaka. Haar bekendste werk is Kodomo no Jikan. Deze manga was de eerste uit haar oeuvre dat naar het Engels vertaald zou worden. De vertaling werd echter stopgezet door de uitgever Seven Seas Entertainment vanwege zorgen over de Amerikaanse reacties aangaande de controversiële inhoud van de reeks. Daarom werd de Engelse versie van de manga toen niet uitgegeven. In 2016 werd de reeks overgenomen door Digitalmanga. De vertaling werd bekostigd via Kickstarter. Kodomo no Jikan was eveneens de eerste manga van Watashiya die werd verwerkt tot een anime.

## Oeuvre
- Chibi to Boku (ちびとぼく) 2000-2007
- Cotton 200% (コットン200%, Kotton nihyaku pasento) 1996-1997
- Dame Yome Nikki (だめよめにっき) 2008,2010
- Inu to Ojousama (犬とお嬢様) 1993-1994
- Kaworu to Yui no Ikkai Yarashite (カヲルとゆいのいっかいやらして) 1999-2001
- Kodomo no Jikan (こどものじかん) 2005-2013
- Meganechan (めがねーちゃん) 2009
- Oedo Musume Ninja (おーえど娘忍者) 1997-1998
- Onekosama ga Kita (おネコさまが来た) 1994
- Papa wa Dandy (パパはダンディー, Papa wa Dandi) 1999
- Pink no Kobushi (ピンクの拳, Pinku no Kobushi) 1999
- Sakura Saichae (さくら咲いちゃえ) 2003
- Seishun Binta! (青春ビンタ!)2001-2004
- Shonen Sanpakugan Series (少年三白眼シリーズ, Shonen Sanpakugan Shirizu) 1992-1993
- Yoake no Yowakki (夜明けのヨワッキー) 1995-1996

- International Standard Name Identifier: 0000 0003 7508 8839
- Bibliotheek van het Japanse parlement: 00218408
- Virtual International Authority File: 251427226